# Cerkev sv. Jurija, Kotmara vas
Cerkev sv. Jurija je župnijska cerkev v župniji Kotmara vas in spada pod dvojezično dekanijo Borovlje Krške škofije. Župnija Kotmara vas spada pod dvojezično dekanijo Borovlje Krške škofije. Do leta 1938 je bila uradno slovenska fara in je danes uradno dvojezična.
Cerkev se nahaja se v Kotmara vasi (nemško Köttmannsdorf), v istoimenski občini na zahodnih Gurah v političnem okraju Celovec-dežela na avstrijskem Južnem Koroškem. Župnija je pod zavetništvom svetega Jurija.
Nekdanja utrjena župnijska cerkev je pod spomeniškim varstvom. 

## Zgodovina
Cerkev je bila prvič omenjena v listini iz leta 1192 kot ecclesia sancti Georgi de Godmeresdorf.
- Župnijska cerkev sv. Jurija v Kotmari vasi
- Župnijska cerkev sv. Jurija v Kotmari vasi
- pokopališko obzidje kotmirška župnijske cerkve

Prvotno romanska cerkev z zvonikom nad korom iz druge polovice 12. stoletja je bila v obdobju gotike in baroka razširjena.

## Arhitektura
Zunanjost cerkve odlikujejo mogočen štirinadstropni nad korom stolp s ščitniki in osemkotno koničasto streho; zvonsko nadstropje ima sgrafitno okrasje v trikotniku ščitnika z letnico 1590. V stari zakristiji je okrogel obokan portal, poznogotski južni portal in profiliran koničast obokan portal na zahodu. Gotski prezbiterij s petdelnim zaključkom ima stopničaste opornike izpred leta 1453. 
- Kotmirška župnijska cerkev
- Kotmirška župnijska cerkev

Stara zakristija stoji na severni strani prezbiterija pod enokapno streho, na južni strani pa stoji poznogotski prizidek kapele, ki ima ostro zašiljen vzhodni konec kot današnja zakristija, verjetno iz okoli leta 1730. Prvotni romanski prezbiterij je stal jugozahodno od zakristije. Njegovo nadstropje nad pritličjem, kapela svetega Mihaela, je bilo leta 1727 porušeno in leta 1727 povezano s cerkvijo kot baročna kapela svetega Boštjana. Ohranila se je romanska kostnica. Med ladjo in kapelo svetega Boštjana se nahaja odprto preddverje.
Na južni steni cerkve je izjemna freska svetega Krištofa iz druge polovice 15. stoletja. Pripisujejo jo Tomažu Beljaškemu, najpomembnejšemu slikarjev fresk pozne gotike na Koroškem.
Notranjost cerkve ima štirikapno ladjo z rebrastim sklepnikom na ozkih stebrih in konzolah, rebra v vzhodnem delu so delno odstranjena. Ozek oglejski triumfalni obok je izven osi. Na zahodu je zidana baročna pevska lopa na kvadratnih stebrih. V koru je zakramentalna niša z gotsko okensko rešetko z vrtnico.

## Notranja oprema
Glavni oltar iz prve polovice 18. stoletja nosi figure svetega Jurija na konju, svetega Mihaela in svetega Martina, na zunanji strani sta svetega Petra in svetega Pavla, v sredini pa je upodobljena Sveta Trojica.
- Župnijska cerkev svetega Jurija, glavni oltar sv. Jurija in Marije
- Župnijska cerkev svetega Jurija, prižnica
- Župnijska cerkev svetega Jurija, prižnica

Na steni prezbiterija je figura Device Marije z otrokom na kači z jabolkom, ki jo je izdelal Josef Rifesser z Južne Tirolske.
Nove orgle so bile zgrajene leta 1997, zvon pa nosi ime Benedikt Fiering 1583.

## Slovenski križev pot
Kulturnozgodovinsko pomemben je slovenski križev pot, eden izmed 76ih na Južnem Koroškem (24 v bohoričici, 52 v gajici iz druge polovce 19. stoletja, ki so hkrati politični manifest vidljivosti slovenščine v javnem prostoru. Križev pot v Kotmari je v bohoričici.

## Romansko južnokoroško znamenje
Na Kotmirškem pokopališču je ohranjena verjetno najstarejša poznoromanska smrtna svetilka, morda iz začetka 13. stoletja, kot so jih postavili francoski kamnoseki, ki so jih v Vetrinj pripeljali cistercijani v cistercijansko opatijo Vetrinj. To južnokoroško znamenje spada med najstarejše primere tega tipa na Koroškem in je zelo podobno kamnitim smrtnim svetilkam v Burgundiji. Tako je tudi priča transkulturnih procesov v Evropi oziroma procesov inkulturacije  kulturnih dosežkov v časovni in/ali geografski dimenziji.

## sklici
1. ↑   Bojan-Ilija Schnabl: Pfarrkarte der Diözese Gurk/Krška škofija 1924. V: Enciklopedija slovenske kulturne zgodovine na Koroškem, Dunaj, Weimar, Köln, (Böhlau) 2016, 2. zv., str. 1027-1034.
2. ↑  Seznam_dekanij_Krške_škofije
3. ↑   Bojan-Ilija Schnabl: Kreuzweg. V: Enciklopedija slovenske kulturne zgodovine na Koroškem, Dunaj, Weimar, Köln, (Böhlau) 2016, 2. zv., str. 709-714.
4. ↑   Uši Sereinig, Bojan-Ilija Schnabl: „Bildstock“. V: Enciklopedija slovenske kulturne zgodovine na Koroškem, Dunaj, Köln, Weimar, Böhlau Verlag 2016, zv. 1, str. 155-158, ISBN 9 783 20579673 2.
5. ↑  Bojan-Ilija Schnabl: „Inkulturation“. V: Enciklopedija slovenske kulturne zgodovine na Koroškem, Dunaj, Köln, Weimar, Böhlau Verlag 2016, zv. 1, str. 523-527, ISBN 9 783 20579673 2